# Заолже
Заолже (на полски: Zaolzie, [zaˈɔlʑɛ]; на чешки: Záolží) е историческа област в североизточна Чехия, включваща западните части на Тешинска Силезия, присъединени през 1920 година към Чехословакия и разположени главно по левия бряг на река Олза.
До 1918 година средновековното Тешинско херцогство е част от Земите на Чешката корона, но в началото на XX век областта има смесено население, като поляците са около 69%. При разделянето на Австро-Унгария границата между Полша и Чехословакия в Тешинското херцогство довежда до въоръжени сблъсъци между двете страни. Спорът е разрешен с намесата на страните от Антантата на Конференцията в Спа, като е установена границата, оставяща Заолже в Чехословакия. През следващите години статутът на областта става причина за враждебност между двете страни, докато през октомври 1938 година Полша анексира основната част от областта, успоредно с Анексията на Судетската област от Германия. След края на Втората световна война областта е върната на Чехословакия. В края на XX век около 12% от жителите ѝ са поляци.